# Прапор Коропця
Прапор Коропця — символ селища міського типу Коропець Чортківського району Тернопільської області. Затверджений рішенням селищної ради від 10 вересня 1999 р.
Автор проекту — А. Гречило.

## Опис
Квадратне полотнище , яке складається з п'яти горизонтальних рівновеликих смуг — поперемінно трьох білих і двох синіх, на синіх смугах — по жовтому коропу, повернутому до древка.

## Зміст
Два коропи асоціюються з назвою містечка і символізують дві річки (Дністер і Коропець), над якими воно розташоване.